# لطفي الأرناؤوط
لطفي الأرناووط، (5 يناير 1944 - 28 يناير 2023) هو رسام تونسي.

## حياته ونشأته
ولد في 1944 بمدينة تونس، رسام تونسي. درس بالمدرسة العليا للفنون الجميلة بباريس .

## مسيرته
أقام معرضه الشخصي الأول بالمعهد الثقافي الإيطالي- تونس عام 1965، كما أقام معرضين آخرين على التوالي:
- 1968 بقاعة الفنون- تونس.[7]
- 1976 بقاعة الأخبار- تونس.
- وشارك في عدد من المعارض التي انتظمت بتونس وبالخارج: إيطاليا وفرنسا والسنغال وبلجيكيا...